# گروه مونکس
گروه مونکس (انگلیسی: Monex Group) شرکت سرمایه‌گذاری ژاپنی است، که در سال ۱۹۹۹ تأسیس شد.